# Revisorsinspektionen
Revisorsinspektionen är regeringens expertmyndighet i frågor om revisorer och revision. Myndigheten inrättades år 1995 under namnet Revisorsnämnden som  då övertog ansvaret för revisorsfrågor från Kommerskollegium som i sin tur handhaft dessa uppgifter sedan början av 1970-talet. År 2017 bytte myndigheten namn till Revisorsinspektionen.
Revisorsinspektionens uppdrag är att bidra till hög revisionskvalitet och höga yrkesetiska krav samt till att olika intressenter har tillgång till trovärdig ekonomisk och strategisk information för sitt beslutsfattande. Ytterst syftar myndighetens tillsyn till att upprätthålla förtroendet för revisorer och revisorers verksamhet samt för auktorisationssystemet.

## Verksamhet och finansiering
Revisorsinspektionens uppdrag innebär att: 
- säkerställa tillgången till kvalificerade revisorer som svarar mot näringslivets och samhällets behov, och
- ansvara för att god revisorssed och god revisionssed utvecklas på ett ändamålsenligt sätt.
Revisorsinspektionen arbetar genom att:
- genomföra prov för examination av revisorer samt utfärda godkännanden och auktorisation av revisorer och registrera revisionsbolag, och
- utöva tillsyn över kvalificerade revisorer och registrerade revisionsbolag.
Revisorsinspektionens verksamhet är helt avgiftsfinansierad.

## Organisation
Revisorsinspektionen leds av en myndighetschef och är en myndighet under Justitiedepartementet.
Inom Revisorsinspektionen finns ett särskilt beslutsorgan, Tillsynsnämnden för revisorer. Nämnden fattar beslut om disciplinära åtgärder, förhandsbesked samt avgör ärenden av principiell karaktär som rör myndighetsutövning mot enskilda. Som huvudregel kan beslut som nämnden fattar överklagas till domstol. Nämndens ledamöter utses av regeringen och består av en ordförande och åtta ledamöter.
Vid Revisorsinspektionen finns ett examensråd som är ett rådgivande organ i frågor om utbildning och examinering av revisorer. Examensrådets ledamöter utses av myndighetschefen.